# Musée de la batellerie (Poses)
Pour l’article homonyme, voir Musée de la batellerie.
Le musée de la Batellerie est un musée ethnographique situé à Poses (Eure), au bord de l'ancien chemin de halage le long de la Seine. Il est animé par une association d'anciens mariniers, Les Anciens et Amis de la Batellerie.
Ils présentent dans la péniche-musée du matériel illustrant l'histoire de la batellerie et du halage, des maquettes d'écluses et de barrages, une machine à vapeur et des moteurs anciens, comme le moteur d'origine du remorqueur le Jacques exposé au musée de la Batellerie de Conflans-Sainte-Honorine ; dans le remorqueur, qui navigue encore, se visitent les logements (capitaine, mécanicien), la timonerie et la salle des machines.

## Collections
- La péniche Midway II dans laquelle est installée le musée.
- Le remorqueur fluvial de 1928, la Fauvette[1] classé monument historique[2] en 1992.

## Visites
- ouverture au public du 1er avril au 30 septembre du mardi au samedi de 14 h à 18 h. Fermeture les dimanches, lundis et jours fériés.
- ouverture aux groupes (+ de 10 personnes/ sur réservation) du 1er mars au 30 novembre, sauf le lundi.